# Nadir Larbaoui
Mohamed Ennadir Larbaoui dit Nadir Larbaoui, né le 26 septembre 1949 à Tébessa, est un ancien avocat, diplomate algérien et ancien joueur international de l'équipe algérienne de handball.
En septembre 2021, il est nommé ambassadeur et représentant permanent de l'Algérie auprès des Nations unies à New York. Le 11 novembre 2023, il est nommé Premier ministre, succédant ainsi à Aïmene Benabderrahmane.

## Biographie
Nadir Larbaoui est le fils d'un ancien moudjahid de l'Armée de libération nationale et né à Tébessa, il est marié et père de deux filles.

### Sportif
Handaballeur, Nadir Larbaoui évolue au sein du club du Nadit Alger, avec lequel il participe à la Coupe d'Algérie masculine de handball et remporte les coupes d'Algérie 1971-1972, 1972-1973 et 1975-1976. 
Il est sélectionné lors du Championnat du monde de handball en 1974 puis lors du championnat d'Afrique de handball en 1976.

### Parcours professionnel
Nadir Larbaoui commence sa carrière comme avocat inscrit au barreau d'Alger avant de rejoindre le ministère algérien des Affaires étrangères en tant que diplomate.
Il occupe plusieurs postes, notamment ambassadeur au Pakistan, directeur général des affaires juridiques et consulaires, directeur du Maghreb, directeur des relations économiques internationales au ministère des Affaires étrangères, représentant de l'Algérie au secrétariat général de l'Union du Maghreb arabe dont le siège est à Rabat, membre du conseil d'administration du Centre maghrébin d'études et de recherche.
Il est ambassadeur d'Algérie au Caire du 29 février 2012 au 15 octobre 2019. En tant qu'ambassadeur au Caire et représentant permanent de l'Algérie auprès de la Ligue des États arabes, il réussit à obtenir le soutien des pays arabes à la candidature de l'Algérie en tant que membre non permanent du Conseil de sécurité des Nations unies pour la période 2024-2025.
Il est rappelé en octobre 2019 de ses fonctions d'ambassadeur au Caire et de représentant permanent de l'Algérie auprès de la Ligue arabe. 
En 2020, il est nommé conseiller du ministre des Affaires étrangères Ramtane Lamamra.
En septembre 2021, il devient ambassadeur et représentant permanent de l'Algérie auprès des Nations unies à New York.
En mars 2023, il est nommé directeur de cabinet de la présidence de la République.

### Premier ministre
Il est nommé Premier ministre le 11 novembre 2023,.

## Distinctions
En 2019, le président palestinien Mahmoud Abbas décerne à Nadir Larbaoui l'Ordre de l'Étoile d'Al-Qods en reconnaissance « de son rôle et ses efforts visant à soutenir le peuple palestinien et sa cause juste et légitime ».